# Radonita
Radonita es un género de foraminífero planctónico considerado un error de cita o un sinónimo posterior de Radotruncana de la subfamilia Globotruncaninae, de la familia Globotruncanidae, de la superfamilia Globotruncanoidea, del suborden Globigerinina y del orden Globigerinida. Su rango cronoestratigráfico abarcaba el Maastrichtiense inferior (Cretácico superior).

## Descripción
Su descripción coincide con la del género Radotruncana, ya que Radonita es un sinónimo objetivo posterior.

## Discusión
El género Radonita no ha tenido mucha difusión entre los especialistas. Algunos autores lo han considerado un posible simple error de denominación de Radotruncana, y otros un sinónimo subjetivo posterior de este género. Clasificaciones posteriores incluirían Radonita en la Superfamilia Globigerinoidea. Otras clasificaciones lo incluirían en la Subfamilia Reissinae.

## Clasificación
Radonita incluía a la siguiente especie:
- Radonita calcarata †